# 볼츠만 두뇌

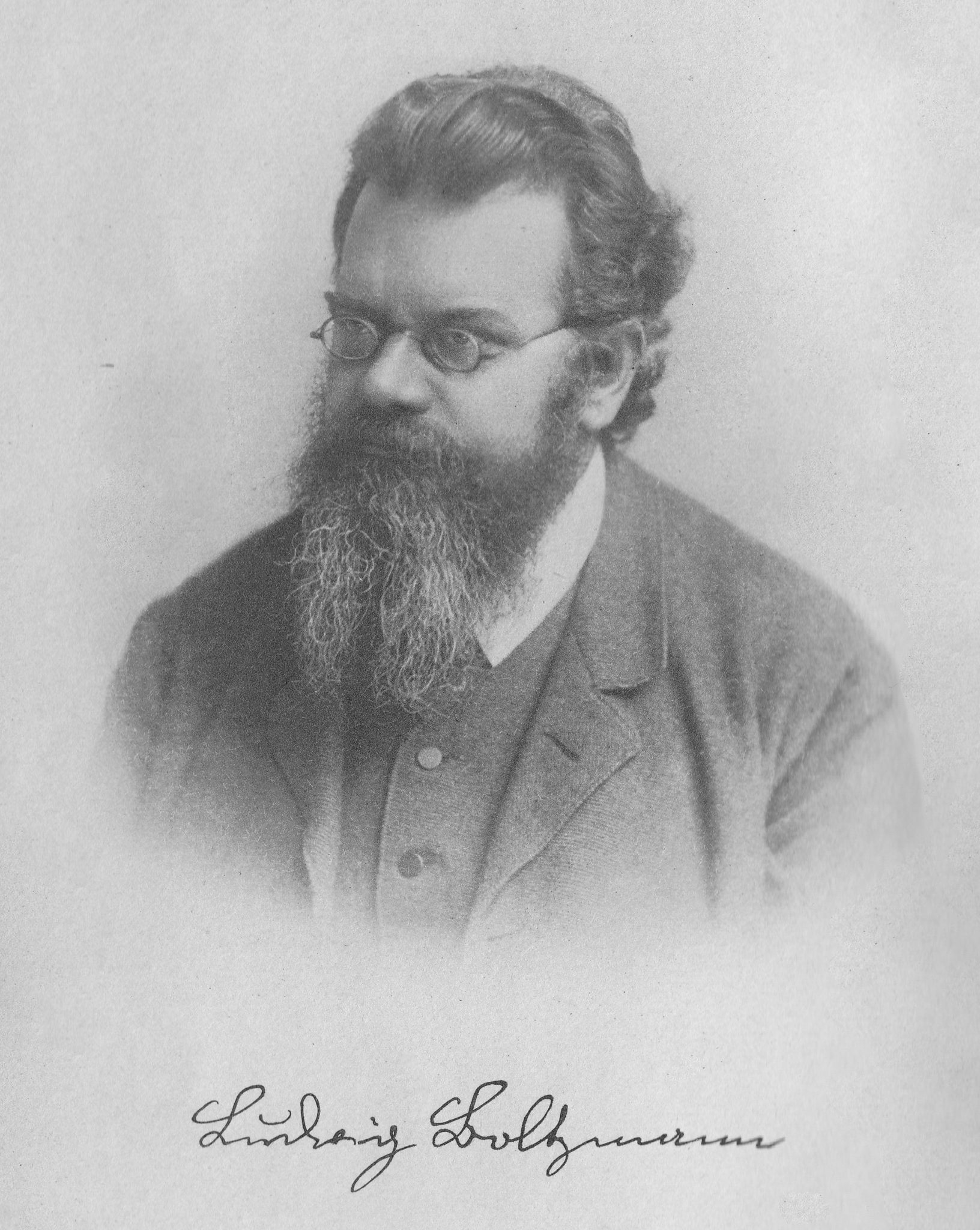
루트비히 볼츠만의 모습. "볼츠만 두뇌"는 이 사람의 이름을 따서 만들어진 개념이다.

볼츠만 두뇌(영어: Boltzmann brain)는 우주학자들이 생각하는 방식으로 우주 전체가 만들어졌다는 것이 아닌, 우주가 존재했다는 기억을 가진 하나의 뇌가 허공에서 자발적으로 형성되었을 가능성이 훨씬 높다고 주장하는 일종의 사고 실험이다. 물리학자들은 대치되는 과학 이론을 분석하기 위한 일종의 배리법적 실험으로 볼츠만 두뇌 실험을 활용한다.
지각과 사고에 관한 또 다른 사고 실험인 통 속의 뇌와는 달리, 볼츠만 두뇌는 우주론에서 열역학과 우주 발달에 대한 가정을 확인하는 데 사용하는 사고 실험이다. 열역학적으로 충분히 긴 시간 동안 무작위적인 변동이 일어난다면 입자들은 이리저리 움직이다가 어느 순간 이 입자들이 인간의 뇌를 포함해 어느 정도의 복잡성을 가진 구조들을 자발적으로 형성할 수 있다. 이 가정은 처음에는 꾸며진 기억을 가진 뇌 하나만 가지고 이야기했지만, 물리학자 숀 M. 캐럴은 변동하는 우주에서는 입자들이 무작위적으로 계속 움직이다 보면 어느 순간 완전한 몸을 가진 인간이 튀어나오거나 심지어는 은하 전체가 순간 만들어질 수 있다고 주장했다.
이 가설은 1896년 열역학 분야가 신진 학자들이 예측했던 것처럼 우주가 그렇게까지 카오스하지 않다는 사실을 설명하는 이론을 발표한 루트비히 볼츠만(1844-1906년)의 이름을 따서 지어졌다. 볼츠만은 우주의 모든 열이 고르게 확산되어 별 다른 특징이 없는 완전한 열평형이 이뤄진 상태가 진행된 이후에도 현재 우리가 살고 있는 우주처럼 보다 질서정연한(=엔트로피가 낮은) 상태로 자발적으로 전이할 수 있다고 주장했다. 볼츠만 두뇌는 우리 우주가 왜 낮은 엔트로피 상태인지 설명하기 위한 여러 배리법 중 하나로 처음 제안된 예시이다.
볼츠만 두뇌는 2002년경 일부 우주론자들이 우주에 관한 많은 이론에서 인간의 뇌가 입자의 무작위적인 변동으로 형성되었을 가능성이 훨씬 더 높다고 우려하기 시작하면서 재평가받기 시작했는데, 일부 우주학자들은 통계적으로 인간이 가진 과거 기억이 실제로 겪었을 확률보다 허공에서 "과거에 대한 가짜 기억"을 가지고 튀어나온 볼츠만 두뇌일 확률이 압도적으로 높다고 주장했다. 다중 우주론과 관련된 최신 이론에 적용할 경우 볼츠만 두뇌는 우주론의 미해결된 측정 문제 중 하나라고 볼 수 있다.

## "볼츠만 우주"
1896년 수학자 에른스트 체르멜로는 열역학 제2법칙은 통계적 법칙이 될 수 없고 절대적인 법칙이라는 이론을 발전시켰다. 체르멜로는 푸앵카레 재귀정리에 따르면 닫힌 계에서는 통계적으로 엔트로피가 왔다갔다 하는 주기함수의 형태를 띌 수 밖에 없는데 이는 엔트로피가 항상 증가하기만 한다는 열역학 제2법칙과는 통계학적으로 다를 수밖에 없다고 주장했다. 체르멜로의 주장에 반박하기 위해 볼츠만은 두 가지 이론을 제시했다. 현재 정설로 받아들여지고 있는 첫 번째 이론은 우주가 어떠한 알 수 없는 이유로 낮은 엔트로피 상태에서 시작했다는 가설이다. 두 번째 대안 이론은 1895년 볼츠만의 조수였던 이크나츠 쉴츠가 처음 주장하고 1896년 볼츠만이 발표한 일종의 "볼츠만 우주" 가설이다. 볼츠만 우주 가설에 따르면 우주는 영원의 대부분을 별다른 특징 없는 열죽음 상태로 보내고 있지만 충분한 시간이 흐르면 결국에는 매우 드물게 열변동이 일어나 원자들이 서로 부딪히면서 관측 가능한 우주 전체에 해당하는 일종의 하부구조가 만들어진다고 주장했다. 볼츠만은 우주 대부분이 별 다른 특이점을 가지고 있지 않아 지적 생명체가 존재하지 않기 때문에 인간이 그 영역을 보지 못한다고 주장했다. 볼츠만에게는 인류가 "볼츠만 우주"의 내부만 보는 것은 지적 생명체가 사는 유일한 장소가 볼츠만 우주 내부이기 때문에 놀랍지 않다고 말했다.
1931년 천문학자 아서 스탠리 에딩턴은 큰 변동은 작은 변동보다 발생할 확률이 훨씬 적기 때문에 볼츠만 우주의 관측자보다 작은 변동에서의 관측자가 수가 압도적으로 더 많을 것이라 주장했다. 물리학자 리처드 파인만도 저서 《파인만의 물리학 강의》에서 비슷한 반박을 했다. 2004년 물리학자들은 에딩턴의 관측을 논리적 결론으로 옮겼는데 이에 따르면 영원의 열변동 속에서 가장 많은 관측자는 특징 없는 우주에서 나타나는 최소한의 "볼츠만 두뇌"일 것이란 결론에 도달했다.

## 볼츠만 두뇌의 자발적 형성
우주의 궁극적인 에르고딕한 "열죽음" 상태에서도 시간이 충분히 주어지면 입자들이 무작위적으로 변동하다가 순간 생각이 가능한 뇌를 포함해 가능한 모든 구조가 형성될 수 있으며 이 같은 구조가 나타나는데 필요한 시간 척도는 푸앵카레 재귀시간과 관련이 깊다. 앤서니 애귀러, 신 M. 캐롤, 매튜 C. 존슨과 같은 일부 물리학자들은 볼츠만 두뇌(혹은 세계)가 갑자기 형성될 필요가 없다고 주장한다. 단지 뇌의 붕괴 과정을 거꾸로 튼 듯한 진행과정으로 입자들이 작게 계속 요동하다 볼츠만 두뇌가 형성된다는 방식이라고 주장한다. 볼츠만 두뇌의 사고실험은 일반적으로 지각을 가진 관측자로 가정되는 인간의 뇌와 같은 구조의 형성에 초점을 맞춘다. 하지만 실제 볼츠만 두뇌 논증에서는 기준을 충족하는 최소구조가 더 복잡하고 큰 구조보다 더 흔하게 형성되며 그 확률도 기하급수적으로 크다. 대략적으로 비유하면 스크래블 철자 상자를 흔들었을 때 완성된 한 문장이나 문단이 만들어질 확률보다 한 단어가 만들어질 확률이 훨씬 높은 것과 비슷하다. 볼츠만 두뇌가 형성되는 데 필요한 시간은 현재 우주의 나이보다 훨씬 많다. 현대물리학에서 볼츠만 두뇌는 양자 요동이나 핵생성을 일으키는 열요동에서 나타날 수 있다.

### 양자 요동에 의한 형성
한 계산에 따르면 볼츠만 두뇌는 {\displaystyle 10^{10^{50}}}년을 기다리면 진공에서 양자 요동을 통해 형성될 수 있다. 이 요동은 진정한 민코프스키 진공(진공 에너지가 하나도 없는 평평한 시공간의 진공)에서도 발생할 수 있다. 양자역학에서는 진공에서 최소한의 에너지를 잠시 '빌려오는' 작은 요동을 압도적으로 선호한다. 보통 양자적인 볼츠만 두뇌는 진공에서 갑자기 형성되어(동등한 양의 가상의 반물질도 이 때 같이 형성) 하나의 일관된 생각이나 관찰을 잠깐 할 수 있을 만큼 지속되다가 갑자기 나타났듯이 진공 속에서 갑자기 사라진다. 이런 뇌는 완전히 독립적이고 에너지를 무한히 방출할 수 없다.

### 핵생성에 의한 형성
현대의 증거에 따르면 관측 가능한 우주의 진공은 민코프스키 진공이 아니라, 양의 우주상수를 가진 더시터르 공간이다.:30 더시터르 진공에서는 공간의 우주론적 지평선에서 방출되는 호킹 복사에서 우연히 합쳐진 비가상 입자의 핵생성을 통해 볼츠만 두뇌가 형성될 수 있다. 한 계산에 따르면 이렇게 핵생성으로부터 볼츠만 두뇌가 생성되기까지는 약 {\displaystyle 10^{10^{69}}}년이 걸린다고 주장한다. 행생성으로 형성된 전형적인 볼츠만 두뇌는 진공의 우주에서 고립된 다른 물체와 비슷하게 절대 영도 가까이까지 냉각되어 결국 완전히 붕괴된다. 양자 요동에서의 경우와 달리 여기서의 볼츠만 두뇌는 에너지를 무한대로 방출한다. 핵생성에서 나오는 가장 일반적인 요동은 "볼츠만 두뇌"의 기준이 무엇이든지간에 전체적으로 열평형 상태와 최대한 비슷하게 나타난다.
이론적으로 볼츠만 두뇌는 물질이 절대다수인 초기 우주에서 아주 작은 확률로 언제든지 형성될 수 있다.

## 현대의 반응
우주론자들은 볼츠만 두뇌가 실제의 인간 뇌보다 압도적으로 많아야 한다는 놀라운 계산 결론을 두고 아직 밝혀지지 않은 오류가 있다고 생각하고 있다. 신 캐롤은 "우리는 볼츠만 두뇌의 존재를 주장하는 것이 아니라, 볼츠만 두뇌라는 결론을 피하러 하는 것"이라며 볼츠만 두뇌라는 가설이 일종의 "인지적 불안정성"을 초래한다고 말했다. 캐롤은 뇌가 형성되러면 현재 우주의 나이보다도 훨씬 더 많은 시간이 걸림에도 그보다 더 나이가 어린 우주에 뇌가 존재한다고 생각하기 때문에 실제로 볼츠만 두뇌일 경우 그 기억과 추론과정을 신뢰할 수 없음을 증명한다고 주장했다. 세스 로이드는 "몬티 파이튼 실험은 실패했다! 그만! 어리석은 일이라고!"라고 말했고, 《뉴 사이언티스트》의 한 저널리스트는 "우주와 그 거동에 대한 이해의 시작점은 실체가 없는 뇌가 아닌 인간이 바로 전형적인 관측자라는 점"이라고 말했다.
일부는 양자 요동을 통해 형성된 뇌, 심지어는 더시터르 공간 진공에서 핵형성을 통해 형성된 뇌는 관측자에 포함되지 않는다고 주장한다. 핵형성보다 양자 요동에서가 배제하기 더 쉬운데, 이는 양자 요동이 무한대에서 환경은 상호작용을 하지 않는다는 등의 간단한 가정을 세워 쉽게 배제할 수 있기 때문이다.
캐롤은 양자역학에서의 측정 문제를 더 잘 이해한다면 일부 진공 상태에서는 동적인 변화가 없으며 핵형성된 뇌나 다른 유형의 관측자가 발생할 수 없다고 주장했다. 일부 우주론자들은 홀로그래피 끈 이론에서의 양자 진공에서 자유도를 더 잘 이해할 수 있다면 볼츠만 두뇌 문제를 해결할 수 있다고 주장한다.
물리학자 브라이언 그린은 "저는 저 스스로가 볼츠만 두뇌가 아니라고 확신합니다. 하지만 우리가 볼츠만 두뇌가 아니라는 이론을 세우고 싶긴 하지만 지금까지 이 문제는 해결하기 매우 어렵다는 것만 밝혀졌습니다."라고 말했다.

### 단일 우주에서
우주 상수가 있는 단일 더시터르 우주에서, 그리고 어떤 유한한 공간조각에서 시작한 경우 "정상적인" 관측자의 수는 유한하며 우주의 열죽음으로 그 수가 제한된다. 하지만 이 우주가 영원히 지속된다면 대부분의 모델에서 핵생성으로 만들어진 볼츠만 두뇌의 수는 무한대이며, 물리학자 앨런 구스는 "우리가 정상적인 뇌일 가능성은 0으로 무한히 희박해진다"라고 우려했다. 한 가지 유의할 점은 이 우주가 200억년 이내에 국부적으로 민코프스키로 붕괴되거나 대함몰로 한계를 가진 반 더시터르 공간으로 변하는 거짓 진공 상태라면 무한한 볼츠만 두뇌의 형성은 피할 수 있다.(만일 평균 국소적인 거짓 진공 붕괴 속도가 200억년 이상이 소요될 경우, 우주의 크기가 국소 진공 붕괴의 사건을 덮는 광추보다 더 크기 때문에 핵생성으로 인한 볼츠만 두뇌는 무한히 형성될 수 있다.) 이 기간 내에 우주를 붕괴시킬 수 있는 이론상의 매커니즘으로는 초중중력미자부터 관측된 것보다 더 무거운 탑쿼크가 "힉스 입자로 인한 붕괴"를 촉발시키는 것까지 다양하다.
만약 우주 상수가 존재하지 않고 현재 관측되는 진공 에너지가 결국 완전히 소실될 퀸테선스에서 온 것이라면 무한한 핵생성 볼츠만 두뇌의 형성도 피할 수 있다.

### 영원한 인플레이션에서
볼츠만 두뇌의 또 다른 해결책으로 우주론에서 측정 문제에 대한 다양한 접근 방식을 사용하는 방법이 있다. 무한한 다중 우주론에서 일반적인 관측자 대 볼츠만 두뇌의 비율은 무한의 한계를 어떻게 취하냐에 따라 달라진다. 여기서 볼츠만 두뇌의 상당부분을 피하기 위해 측정 방법을 선택할 수 있다. 단일우주의 경우와는 달리 영원한 인플레이션에서 전역적 해결법을 찾는 데 발생하는 한 가지 문제점은 모든 끈의 모양을 하나로 합쳐야 한다는 것으로, 어떤 우주에서는 우주 일부분이라도 볼츠만 두뇌가 일어나면 전체 다중우주의 측정이 볼츠만 두뇌의 영향을 받는다는 결과가 나온다.
우주론의 측정 문제에서는 정상적인 관측자와 비정상적인 초기 관측자의 비율과도 관련이 있다. 극단적인 '젊음' 문제를 겪는 고유 시간 측정과 같은 여러 측정에서 전형적인 관측자는 초기의 매우 뜨겁고 어린 우주에서 드물게 요동으로 태어난 "볼츠만 아기"에 해당한다.

## 같이 보기
- 인류 원리 - 지각을 가진 생명체와 인류에 관한 가설
- 베켄슈타인 한계 - 물리학의 엔트로피 한계
- 중국뇌 - 철학의 사고 실험
- 꿈 논증 - 꿈꾸는 행위에 대한 논증
- 생물학적 복잡성의 진화 - 전체적인 방향은 없으나 시간이 지날수록 최대복잡성이 증가하는 경향
- 열죽음
- 열죽음 역설
- 무한 원숭이 정리
- 마트료시카 브레인
- 옴팔로스 가설
- 푸앵카레 재귀정리
- 모의실험 가설
- 도널드 데이비드슨 - 늪인간 가설

## 참고 문헌
- "Disturbing Implications of a Cosmological Constant", Lisa Dyson, Matthew Kleban, and Leonard Susskind, Journal of High Energy Physics 0210 (2002) 011 (at arXiv)
- "Is Our Universe Likely to Decay within 20 Billion Years?", Don N. Page, (at arXiv)
- "Sinks in the Landscape, Boltzmann Brains, and the Cosmological Constant Problem", Andrei Linde, Journal of Cosmology and Astroparticle Physics, 0701 (2007) 022 (at arXiv)
- "Spooks in Space", Mason Inman, New Scientist, Volume 195, Issue 2617, 18 August 2007, pp. 26-29.
- "Big Brain Theory: Have Cosmologists Lost Theirs?", Dennis Overbye, 15 January 2008, The New York Times